# Blepharodon polydori
Blepharodon polydori är en oleanderväxtart som beskrevs av G. Morillo. Blepharodon polydori ingår i släktet Blepharodon och familjen oleanderväxter. Inga underarter finns listade i Catalogue of Life.